# Vigilia di Natale
La vigilia di Natale è il giorno che conclude il periodo dell'Avvento e l'intero giorno prima di Natale, la festa che commemora la nascita di Gesù, in cui spesso si consuma un pasto in famiglia, talvolta accompagnato da altre celebrazioni come la Messa di mezzanotte.
Il giorno di Natale è osservato in tutto il mondo e la sua vigilia è ampiamente osservata come un giorno festivo completo o parziale in previsione del giorno di Natale. Entrambi i giorni sono considerati tra le celebrazioni culturalmente più significative della cristianità e della società occidentale.
Ricorre generalmente il 24 dicembre, ma per le Chiese che continuano ad adottare il calendario giuliano, a causa dello sfasamento dello stesso rispetto al calendario gregoriano, la vigilia di Natale si celebra 13 giorni dopo, il 6 gennaio dell'anno successivo del calendario gregoriano.
Le celebrazioni natalizie nelle denominazioni della cristianità occidentale sono da tempo iniziate alla vigilia di Natale, in parte a causa della giornata liturgica cristiana che inizia al tramonto, una pratica ereditata dalla tradizione ebraica e basata sul racconto della Creazione nel Libro della Genesi: "E fu sera e fu mattina: il primo giorno". Molte chiese suonano ancora le campane e tengono preghiere la sera, come nel caso delle chiese luterane nordiche. Poiché la tradizione vuole che Gesù è nato di notte (basato su Luca 2: 6-8), la Messa di mezzanotte viene celebrata la vigilia di Natale, tradizionalmente a mezzanotte, in commemorazione della sua nascita. L'idea di Gesù che nasce di notte si riflette nel fatto che la vigilia di Natale è chiamata Heilige Nacht (Notte Santa) in tedesco, Nochebuena (la buona notte) in spagnolo e similmente in altre espressioni della spiritualità natalizia.
Molte altre tradizioni ed esperienze culturali diverse sono anche associate alla vigilia di Natale in tutto il mondo, tra cui il raduno di familiari e amici, il canto natalizio, l'illuminazione e il godimento delle luci natalizie, degli alberi e di altre decorazioni, l'avvolgimento, lo scambio e apertura dei regali e preparazione generale per il giorno di Natale. Si dice spesso che anche le leggendarie figure portatrici di regali natalizi, tra cui Babbo Natale, Nonno Gelo, Christkind e san Nicola, partano per il loro viaggio annuale per consegnare regali ai bambini di tutto il mondo alla vigilia di Natale, anche se fino all'introduzione dei protestanti del Christkind nell'Europa del XVI secolo, si diceva che tali figure consegnassero invece regali alla vigilia della festa di san Nicola (6 dicembre).

## Tradizione
Nella tradizione del mondo occidentale assume una grande valenza simbolica poiché si celebra, nella notte, la nascita di Gesù, in una grotta di Betlemme, nella Giudea, regione della Palestina. Secondo i vangeli, seguendo la stella di Betlemme, i re magi venuti dall'Oriente trovarono un bambino che giaceva in una mangiatoia: ne riconobbero l'importanza e gli offrirono oro, incenso e mirra.
Per il fedele, la veglia notturna della vigilia serve da transito verso il mistero della nascita del Dio che si fa uomo ed entra nella storia dell'umanità: si danno gli ultimi ritocchi al presepe, ci si prepara per la messa di mezzanotte, in una attesa che ha lo scopo di far presente e reale il miracolo della nascita di Gesù.
Per l'anno liturgico della Chiesa cattolica, la vigilia di Natale è l'ultimo giorno dell'Avvento ed è anche l'ultimo dei nove giorni feriali della cosiddetta novena di Natale e il primo del tempo di Natale. C'è anche da ricordare la celebrazione della veglia nella quale i fedeli, dalla tarda serata e fino all'alba del giorno di Natale, si riuniscono in preghiera.
All'originaria valenza è stata aggiunta quella propria della festa moderna, percepita anche dai non credenti, caratterizzata da una ricca cena (detta appunto "cena della vigilia") e dallo scambio di regali, destinati alle persone più care, allo scoccare della mezzanotte. Tale usanza non è diffusa in tutto il mondo, dove spesso come nel Regno Unito, Nord America e Australia si fa la cena di Natale invece della vigilia. L'Italia però fa da unica eccezione poiché la cosiddetta "cena della Vigilia" è molto variabile da zona a zona: infatti in alcune zone si preferisce festeggiare al pranzo e alla cena del giorno di Natale, mentre la cena della relativa Vigilia è del tutto ignorata, in contrasto quindi con la tradizione nord-europea e scandinava.